# CrunchBang Linux
CrunchBang Linux (w skrótowej pisowni „#!”) – dystrybucja Linuksa wywodząca się z Debiana, a stworzona przez Philipa Newborough (corenominal). Założeniem tej dystrybucji było utrzymanie optymalnej równowagi między szybkością i funkcjonalnością działania systemu. Philip Newborough ogłosił w dniu 6 lutego 2015, że przestał rozwijać CrunchBang Linux, i że użytkownicy skorzystają na używaniu zwykłego Debiana. Na jego miejscu pojawiły się inne dystrybucje, między innymi BunsenLabs i CrunchBang++.

## Opis
CrunchBang Linux używa menedżera okien Openbox, ma niezbyt wygórowane wymagania sprzętowe i nadaje się do instalowania w komputerach z ograniczonymi zasobami (takich jak np. ASUS Eee PC). Dystrybucja ta była wydawana do instalacji dla systemów 64- i 32-bitowych na płytach CD (z możliwością używania jako Live CD) lub płytach DVD; w zależności od ilości aplikacji.

## Wersje
CrunchBang Linux dostępne było w wersjach z menadżerem okien Openbox dla architektur: i686, i486 i AMD64. Dawniej CrunchBang występował także w wersji Lite z ograniczoną liczbą zainstalowanych aplikacji, a specjalna wersja znana jako „CrunchEee” była zoptymalizowana dla netbooka ASUS Eee PC. Wydawanie wersji „CrunchEee” zostało przerwane, bo w wersji Lite także umieszczono wsparcie dla EeePC. Wersja CrunchBang 9.04 została ostatecznie porzucona po tym, jak wsparcie dla wersji Ubuntu, na której była oparta zostało wstrzymane przez firmę Canonical Ltd. Taki sam los spotkał ostatecznie także wersję Lite.
Każda wersja CrunchBang Linux otrzymywała numer wersji, jak i nazwę kodową, która jest oparta na jakiejś postaci z Muppet Show. Pierwsza litera nazwy kodowej jest zgodna z pierwszą literą wydania Debiana i tak Debian – Squeeze i Wheezy, a CrunchBang – Statler i Waldorf.